# Cá mập siêu bạo chúa
Cá mập siêu bạo chúa (tựa tiếng Anh: The Meg) là một bộ phim kinh dị - khoa học viễn tưởng Mỹ năm 2018 của đạo diễn Jon Turteltaub, nội dung phim dựa trên cuốn tiểu thuyết Meg: A Novel of Deep Terror của nhà văn Steve Alten lần đầu xuất bản vào năm 1997. Phim có sự tham gia của dàn diễn viên Jason Statham, Lý Băng Băng, Rainn Wilson, Ruby Rose, Winston Chao, và Cliff Curtis. Phim kể về sự hoành hành của một con cá mập khổng lồ thời tiền sử Megalodon gây nên nỗi kinh hoàng cho những du khách trên một bãi biển, đây là một dự án có kinh phí sản xuất lên đến 150 triệu USD.

## Nội dung
Một nhân viên cứu hộ tên là Jonas Taylor đang cố gắng giải cứu một số nhà khoa học bị mắc kẹt trong một chiếc tàu ngầm hạt nhân bị hư hại khi anh thấy thân tàu bị đâm phải bởi một sinh vật khổng lồ. Hai người bạn thân của anh bị mắc kẹt trong cửa sập, Taylor buộc phải bỏ chạy vì nhận ra rằng cố gắng giải cứu họ sẽ khiến tất cả mọi người thiệt mạng, khiến anh buộc phải ngắt kết nối cửa với con tàu. Một lúc sau, chiếc tàu ngầm nổ tung. Câu chuyện của Taylor kể lại bị bác bỏ bởi bác sĩ Heller, người cho rằng Taylor là kẻ hèn nhát và bị tâm thần. Năm năm sau, tỷ phú Jack Morris gặp Tiến sĩ Trương Mẫn Uy tại một trạm nghiên cứu dưới nước trị giá 1,3 tỷ USD mang tên Mana One mà Morris đã đầu tư xây dựng. Trương và con gái ông, Tố Âm, một nhà hải dương học, giám sát một nhiệm vụ khám phá phần sâu hơn của Rãnh Mariana, bị che giấu bởi một dòng hydro sulfide đục ngầu. Một chiếc tàu lặn được cử xuống đáy biển, nó được điều khiển bởi Lori - vợ cũ của Taylor, cùng với các nhà khoa học DJ, Toshi và "The Wall". Suy luận của họ đã đúng khi họ khám phá ra vô số loài động thực vật chưa từng phát hiện bên dưới lớp thermocline. Một sinh vật khổng lồ va chạm với chiếc tàu lặn khiến nó mất liên lạc với trạm Mana One.
Nhà khoa học James "Mac" Mackreides đề nghị cử Taylor xuống đáy biển để giải cứu nhóm của Lori. Bất chấp sự phản đối của Heller, Trương và Mac qua Thái Lan để tìm gặp Taylor. Suyin cố gắng giải cứu nhóm của Lori nhưng cô bị một con mực khổng lồ tấn công. Trước khi con mực có thể nghiền nát chiếc tàu lặn của cô, nó đã bị giết và ăn thịt bởi một con cá mập khổng lồ dài tới 25 mét (82 feet). Taylor, đã đồng ý giúp đỡ, đến trạm Mana One và cứu được Lori và The Wall, còn Toshi đã hi sinh thân mình khi con cá mập quay lại, cho phép những người khác chạy thoát trong khi anh ta thu hút sự chú ý của con cá mập. Quay trở lại trạm Mana One, cả nhóm biết được rằng con cá mập khổng lồ kia chính là Megalodon, loài cá mập lớn nhất từng được phát hiện và được cho là đã tuyệt chủng từ hàng triệu năm về trước. Trong khi mọi người đang thảo luận về cách để đối phó với nó, Mỹ Anh - con gái của Tố Âm tận mắt trông thấy con cá mập bên ngoài vòm kính quan sát, khi nó xé xác một con cá voi lưng gù làm đôi chỉ bằng một cú cắn. Cả nhóm cố gắng lần theo và tiêm thuốc độc vào con Megalodon. Phải khó khăn lắm họ mới tiêu diệt được con quái vật, thế nhưng trong khoảnh khắc chiến thắng của họ, một con Megalodon khác, lớn gấp đôi con ban đầu, bất ngờ xuất hiện rồi giết chết The Wall và Heller, làm Tiến sĩ Trương bị thương nặng khi nó chồm lên ngoạm lấy xác đồng loại của nó đã chết trên boong tàu. Con tàu mà họ câu được con cá mập thứ nhất lên đã bị lật úp.
Tiến sĩ Trương do không thể chịu đựng nổi vết thương nặng nên đã chết. Đêm đó, Morris và nhóm lính đánh thuê của anh chạm trán con cá mập. Toán lính trên chiếc trực thăng phát hiện ra nó và thả quả thủy lôi thứ nhất xuống, rồi phát hiện ra mục tiêu bất động. Morris tiếp tục ra lệnh cho họ thả tiếp quả thứ hai. Sau khi xác nhận con cá đã chết hẳn, Morris xuống chỗ xác con cá để kiểm tra, và toán lính bàng hoàng khi phát hiện ra đó không phải là con Megalodon mà chỉ là một con cá voi vô hại. Trong lúc tháo chạy vì biết con Megalodon sẽ quay lại, do chiếc cano phóng quá nhanh nên anh đã mất đà ngã xuống nước, và bị con cá mập xơi tái. Taylor và những người còn lại ở trạm Mana One quyết tâm truy đuổi và tiêu diệt con cá mập ngay trước khi nó gây ra một cuộc đại thảm sát. Con cá mập bơi một mạch đến một bãi biển đông người ở Vịnh Tam Á, Trung Quốc với tốc độ kinh hồn. Nó sát hại vài người tắm biển trước khi nhóm Mana One bật âm thanh của cá voi để dụ nó về phía họ. Taylor đã rạch bụng con cá mập bằng phần đuôi của chính chiếc tàu lặn của anh, sau đó đâm một ống thuốc độc vào mắt phải của nó khi nó nhảy lên mặt nước. Tố Âm sơ tán cả nhóm lên một chiếc thuyền khi nhiều con cá mập khác nhỏ hơn nhiều như cá mập san hô, cá mập đầu búa và cá mập trắng lớn,... bị thu hút bởi mùi máu tươi và đồng loạt kéo đến ăn thịt con Megalodon đang hấp hối. Taylor hội ngộ cùng Suyin, Meiying, Mac và DJ. Taylor. Tố Âm lên kế hoạch cho một chuyến đi nghỉ mát, và mọi người đều tán thành.

## Diễn viên
- Jason Statham trong vai Jonas Taylor
- Lý Băng Băng trong vai Trương Tố Âm
- Rainn Wilson trong vai Jack Morris
- Cliff Curtis trong vai James "Mac" Mackreides
- Winston Chao trong vai Tiến sĩ Trương Mẫn Uy
- Thái Thư Nhã trong vai Mỹ Anh
- Ruby Rose trong vai Jaxx Herd
- Page Kennedy trong vai DJ
- Robert Taylor trong vai Bác sĩ Heller
- Ólafur Darri Ólafsson trong vai The Wall
- Jessica McNamee trong vai Lori
- Masi Oka trong vai Toshi